# Northwest Airlines
Northwest Airlines, Inc. (сокращённо NWA) — американская авиакомпания со штаб квартирой в городе Иган, Миннесота, США, недалеко от Международного аэропорта Миннеаполис/Сент-Пол. 29 октября 2008 года NWA была приобретена другой авиакомпанией Delta Air Lines, которая после окончательного слияния авиакомпаний и переформирования маршрутов планировала стать самым крупным авиаперевозчиком в мире. 31 января 2010 года NWA прекратила своё существование.

## История
Авиакомпания основана в 1926 году как «Northwest Airways, Inc.», первоначально выполнявшая почтовые рейсы между Чикаго и аэропортом Миннеаполисом/Сент-Полом.
В 1945 году, после обслуживания правительства США, авиакомпания обеспечила расширение своих маршрутов на восток от Миннеаполиса/Сент-Пола до Нью-Йорка, через Милуоки и Детройт, таким образом стала четвертой трансконтинентальной авиакомпанией страны. Некоторое время авиакомпания использовала название «Northwest Orient».
С 1979 года начались авиарейсы в страны Бенилюкса. В 1982 году открылись маршруты в Южную Америку и Китай.
В 1986 году «Northwest» приобрëл авиакомпанию «Republic Airlines», тем самым получив маршруты в Мексику и на Карибы.
В начале 1990-х годов авиакомпания заключила соглашение о сотрудничестве с голландским авиаперевозчиком «KLM», а в 1993 году обе авиакомпании начали совместную эксплуатацию рейсов «США–Европа». Впоследствии были заключены другие соглашения с другими авиалиниями: «Delta Air Lines» и «Continental Airlines».
В начале 21-го века «Northwest» столкнулся с растущей конкуренцией со стороны перевозчиков с низкими тарифами, и в 2005 году авиаперевозчик подал заявление о защите от банкротства. Три года спустя, на фоне роста цен на топливо и мировым экономическим кризисом, Northwest Airlines объявил о слиянии с «Delta Air Lines».  «Delta Air Lines» приобрела авиакомпанию за 2,8 миллиарда долларов.

## Авиапроисшествия и несчастные случаи
- 16 августа 1987 года самолёт McDonnell Douglas MD-82 (N312RC) выполнял рейс 255 из аэропорта Детройта в Аэропорт Санта-Ана с промежуточной посадкой в аэропорту Финикс Скай-Харбор. При взлёте, у самолёта не были выпущены закрылки и предкрылки, что привело к потере скорости и падению за пределами ВПП. Из 155 человек на борту выжила одна четырёхлетняя девочка. К катастрофе привела ошибка экипажа, не проверившего перед взлётом положение закрылков и предкрылков, а также отсутствие электрического напряжения в системе предупреждения о готовности к взлёту, которое было вызвано сознательным отключением электрического предохранителя в цепи Central Aural Warning System (CAWS).[3]